# Staphylus
Staphylus es un género de lepidópteros ditrisios de la subfamilia Pyrginae  dentro de la familia Hesperiidae.

## Especies
- Staphylus ascalaphus (Staudinger, 1876)
- Staphylus ascalon (Staudinger, 1876)
- Staphylus astra (Williams & Bell, 1940)
- Staphylus azteca (Scudder, 1872)
- Staphylus balsa (Bell, 1937)
- Staphylus buena (Williams & Bell, 1940)
- Staphylus caribbea (Williams & Bell, 1940)
- Staphylus cartagoa (Williams & Bell, 1940)
- Staphylus ceos (Edwards, 1882)
- Staphylus chlora Evans, 1953
- Staphylus chlorocephala (Latreille, [1824])
- Staphylus coecatus (Mabille, 1891)
- Staphylus cordillerae (Lindsey, 1925)
- Staphylus corumba (Williams & Bell, 1940)
- Staphylus eryx Evans, 1953
- Staphylus esmeraldus Miller, 1966
- Staphylus evemerus Godman & Salvin, [1896]
- Staphylus fasciatus Hayward, 1933
- Staphylus hayhurstii (Edwards, 1870)
- Staphylus huigra (Williams & Bell, 1940)
- Staphylus iguala (Williams & Bell, 1940)
- Staphylus imperspicua (Hayward, 1940)
- Staphylus incanus Bell, 1932
- Staphylus incisus (Mabille, 1878)
- Staphylus insignis Mielke, 1980
- Staphylus kayei Cock, 1996
- Staphylus lenis Steinhauser, 1989
- Staphylus lizeri (Hayward, 1938)
- Staphylus mazans (Reakirt, [1867])
- Staphylus melaina (Hayward, 1947)
- Staphylus melangon (Mabille, 1883)
- Staphylus melius Steinhauser, 1989
- Staphylus menuda (Weeks, 1902)
- Staphylus minor Schaus, 1902
- Staphylus mossi Evans, 1953
- Staphylus musculus (Burmeister, 1875)
- Staphylus oeta (Plötz, 1884)
- Staphylus parvus Steinhauser & Austin, 1993
- Staphylus perforata (Möschler, 1879)
- Staphylus perna Evans, 1953
- Staphylus punctiseparatus Hayward, 1933
- Staphylus putumayo (Bell, 1937)
- Staphylus sambo Evans, 1953
- Staphylus saxos Evans, 1953
- Staphylus shola Evans, 1953
- Staphylus tepeca (Bell, 1942)
- Staphylus tierra Evans, 1953
- Staphylus tingo Steinhauser, 1989
- Staphylus tridentis Steinhauser, 1989
- Staphylus tucumanus (Plötz, 1884)
- Staphylus tyro (Mabille, 1878)
- Staphylus unicornis Steinhauser & Austin, 1993
- Staphylus veytius Freeman, 1969
- Staphylus vincula (Plötz, 1886)
- Staphylus vulgata (Möschler, 1879)